# Cynara
Cynara L., 1753 è un genere di piante angiosperme dicotiledoni  della famiglia delle Asteracee, originario del Mediterraneo.

## Descrizione

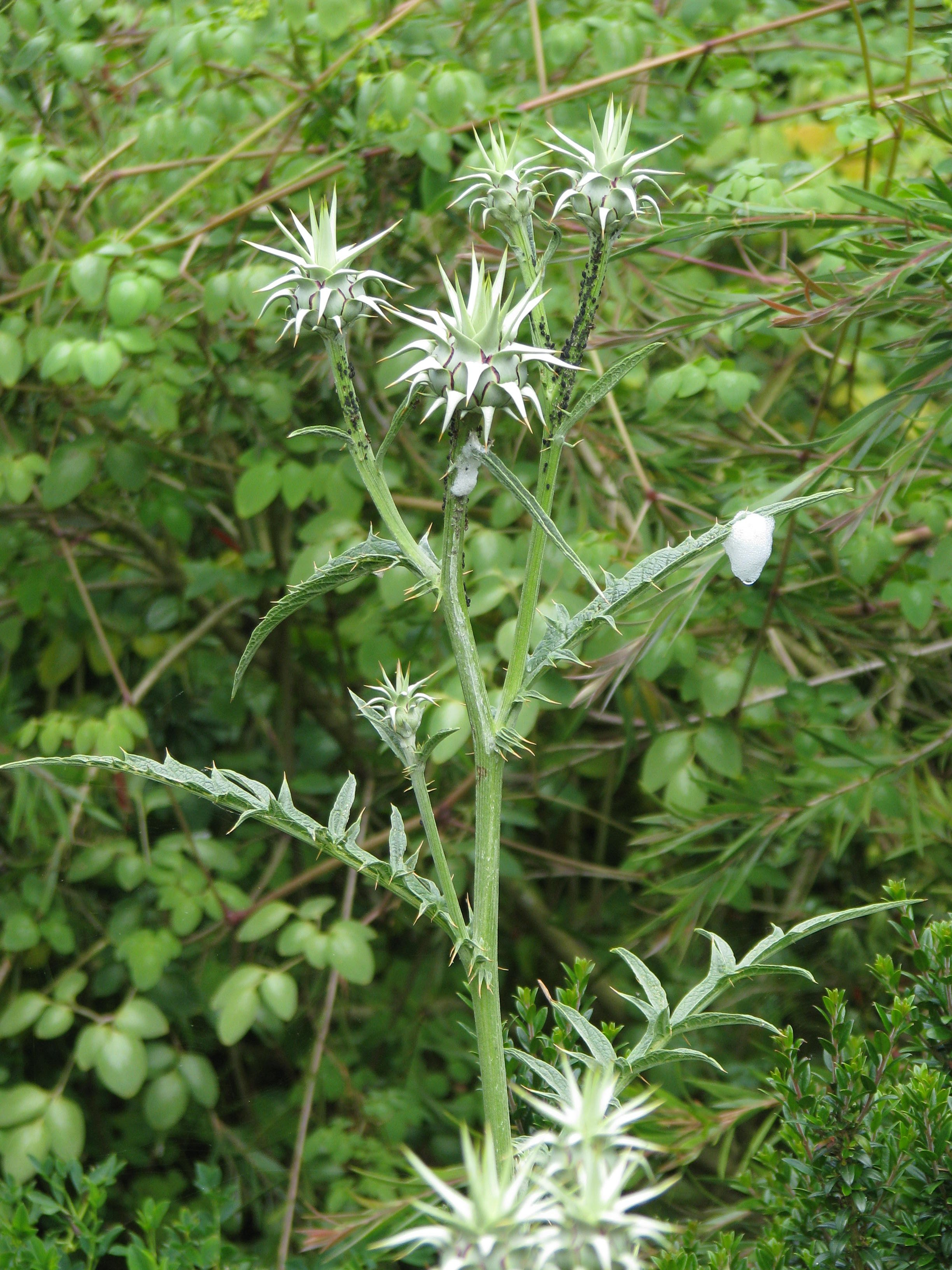
Il portamento
Cynara baetica

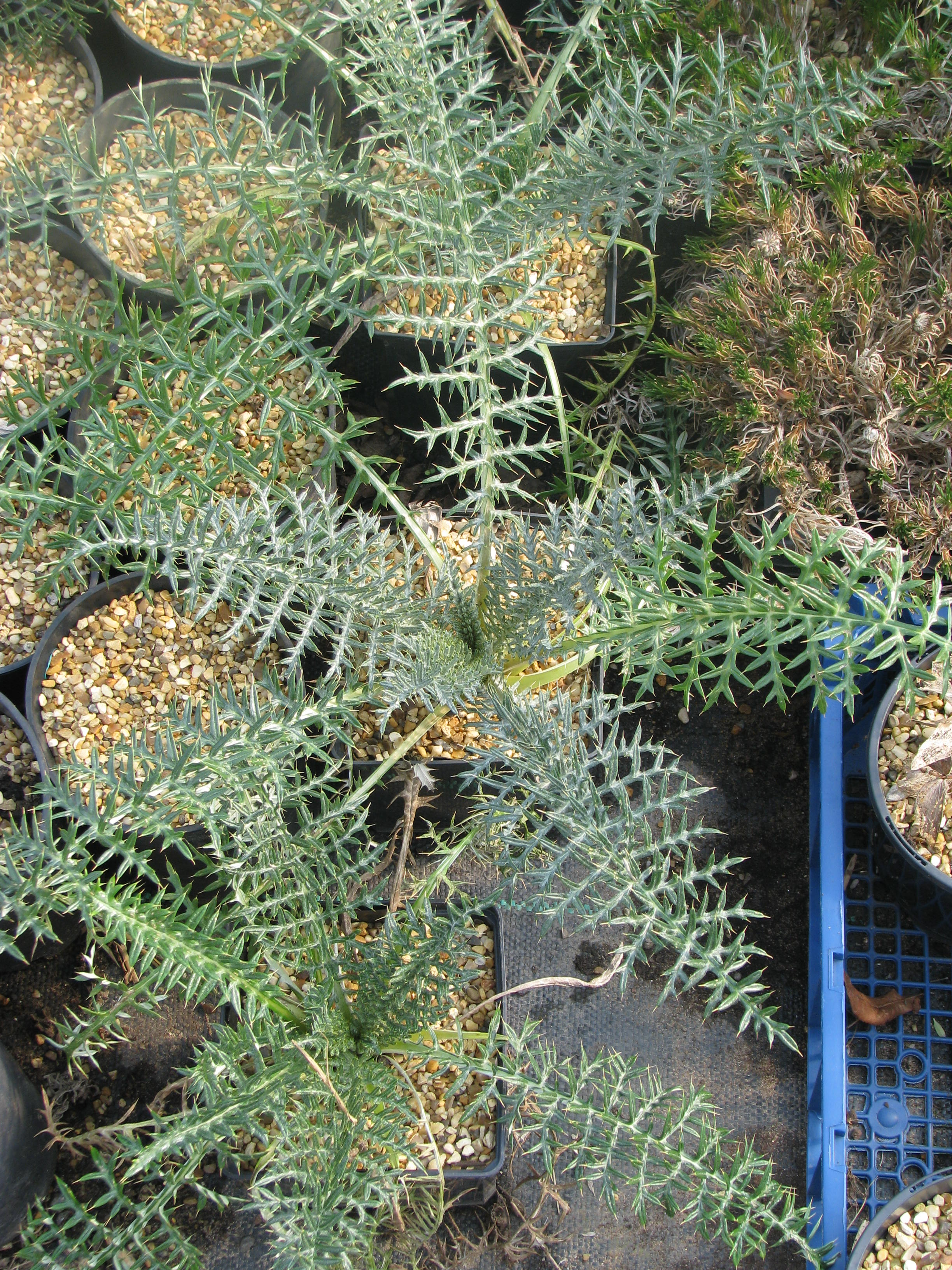
Le foglie
Cynara humilis

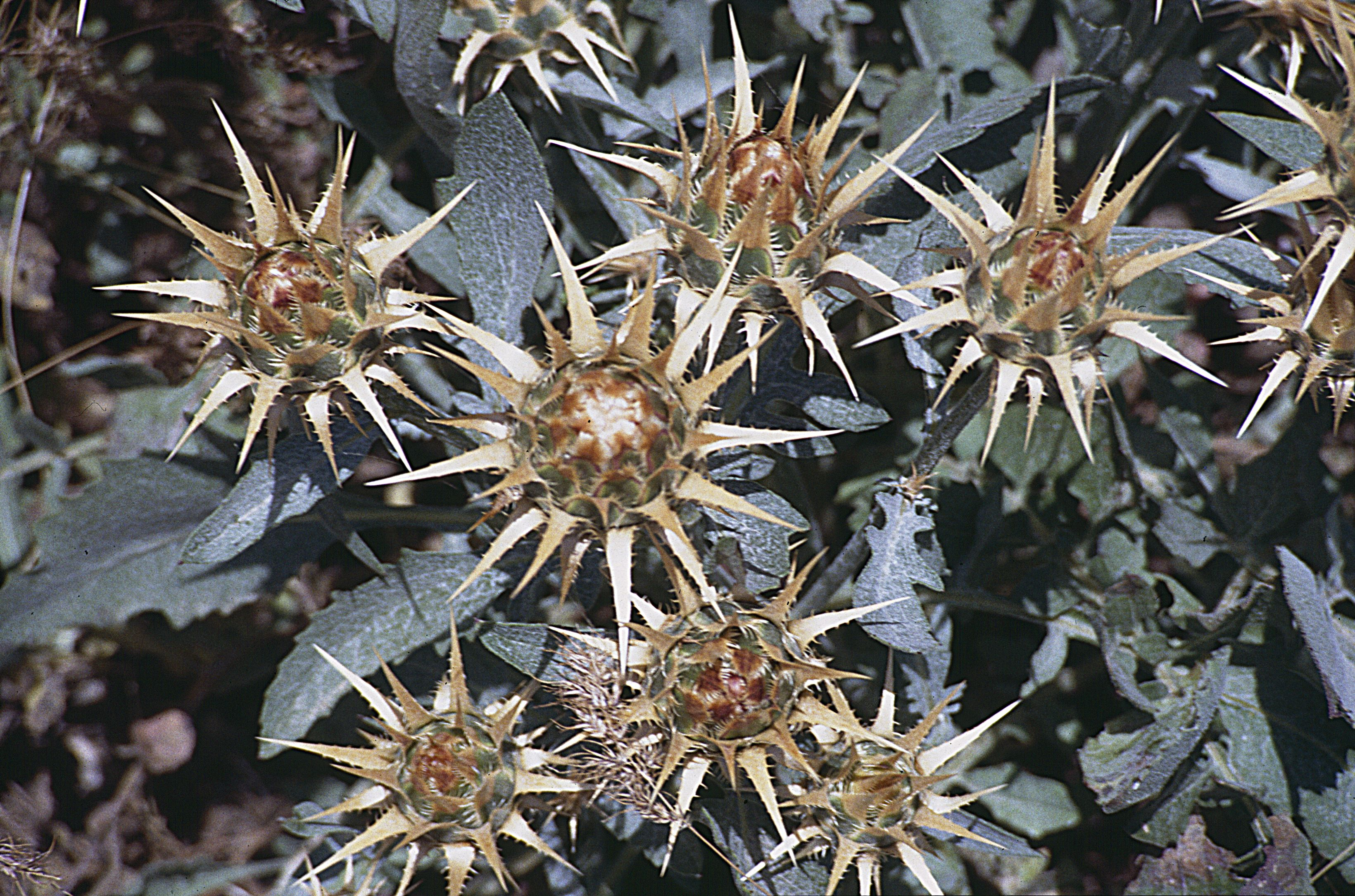
Infiorescenza
Cynara auranitica

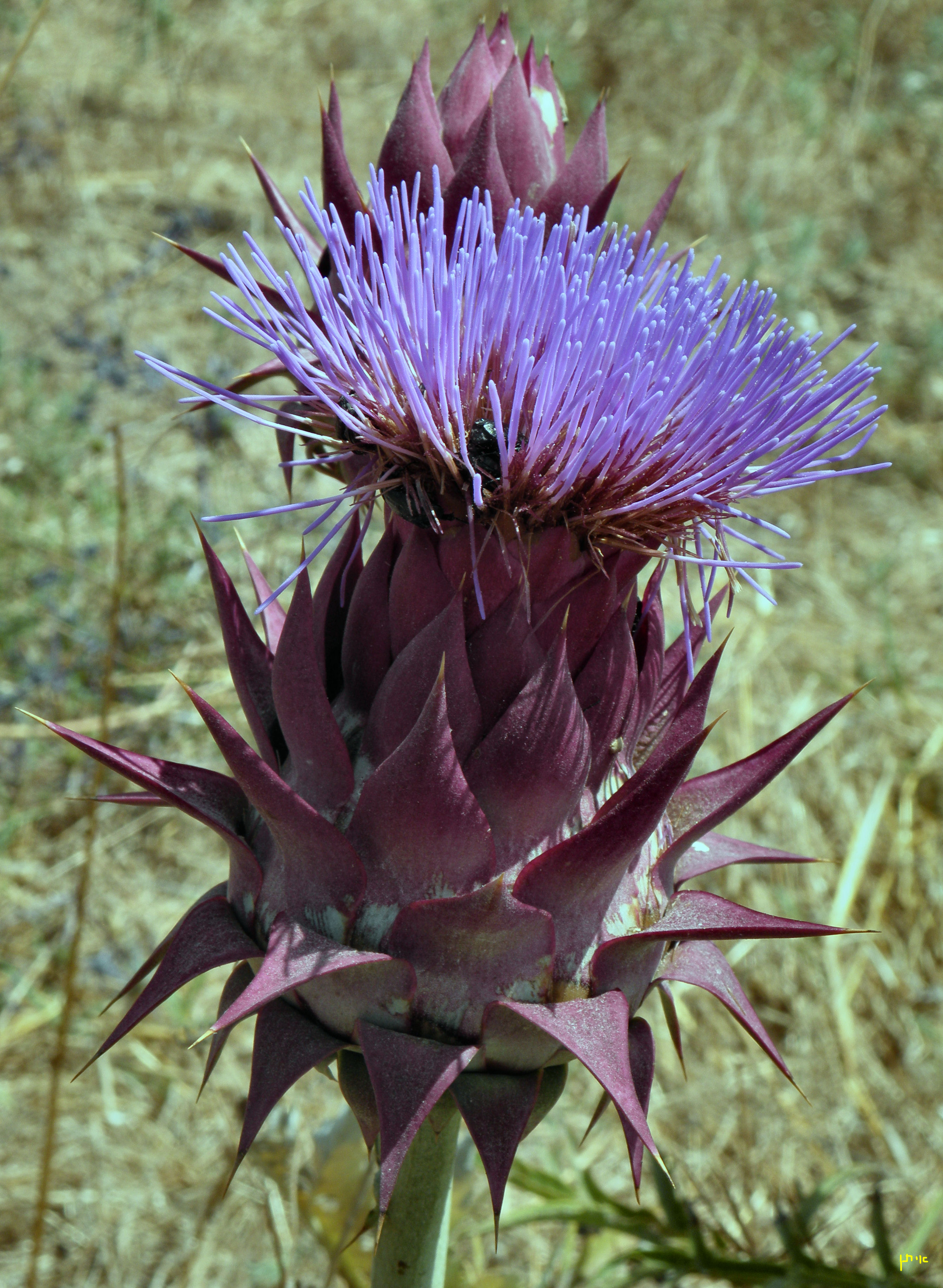
I fiori
Cynara syriaca

Le specie di questa voce sono piante annuali o perenni con portamenti erbacei spinosi e corpulenti. Le altezze variano tra 50 e 250 cm. La superficie si presenta più o meno aracnoide-tomentosa. I fusti sono eretti, semplici o ramificati, (frondosi) e robusti.
In genere sono presenti sia foglie basali che cauline; sono picciolate quelle basali e cauline prossimali, mentre sono sessili quelle cauline distali. Le foglie lungo il caule normalmente sono a disposizione alternata. La forma della lamina è pennatosetta (1 - 3 lobi), molto spinosa. Quelle cauline sono progressivamente minori e meno divise. In genere le facce abassiali si presentano da pelose a densamente grigio-tomentose, quelle adassiali possono essere glabre o semplicemente tomentose; raramente la superficie è ghiandolosa. Le stipole sono assenti.
Le infiorescenze sono composte da larghi e globosi capolini terminali, o raccolti in formazioni corimbose lasse. I capolini, discoidi e omogamo, sono formati da un involucro a forma da emisferica a ovoide (a volte ristretto distalmente), composto da brattee (o squame) all'interno delle quali un ricettacolo fa da base ai fiori (in genere tubulosi). Le brattee disposte in 5 - 8 serie in modo embricato e scalato sono intere ma disuguali: quelle esterne hanno delle forme da lanceolate a largamente ovate a consistenza coriacea, margini interi e appendici apicali allargate (da acute a largamente ottuse o troncate); quelle interne sono scariose; normalmente sono spinose all'apice. Il ricettacolo, da concavo a piatto o convesso, carnoso, è privo di pagliette (è nudo) ma densamente setoso (peli lugamente ispidi). Diametro dell'involucro: 5 – 15 cm.
I fiori sono tetra-ciclici (ossia sono presenti 4 verticilli: calice – corolla – androceo – gineceo) e pentameri (ogni verticillo ha 5 elementi). I fiori, molti, in genere sono tubulosi (actinomorfi), ermafroditi (bisessuali) e fertili.
- Formula fiorale:

*/x K {\displaystyle \infty }, [C (5), A (5)], G 2 (infero), achenio
- Calice: i sepali del calice sono ridotti ad una coroncina di squame.
- Corolla: il colore della corolla è rosa, porpora o violetto; i tubi (cilindrici e molto sottili) alla gola si espandono bruscamente verso i 5 lobi lineari.
- Androceo: gli stami sono 5 con filamenti liberi, papillosi e distinti, mentre le antere sono saldate in un manicotto (o tubo) circondante lo stilo. Le antere in genere hanno una forma sagittata con base caudata (appendici apicali lunghe e frangiate). Il polline normalmente è tricolporato a forma sferica o schiacciata ai poli.
- Gineceo: lo stilo è filiforme con due stigmi divergenti. Gli stigmi sono lunghi, cilindrici e minutamente papillosi. Il nettario, normalmente posto alla base dello stilo, è assente. L'ovario è infero uniloculare formato da 2 carpelli. L'ovulo è unico e anatropo.

I frutti sono degli acheni con pappo. La forma dell'achenio è da più o meno cilindrica a obpiramidale e debolmente angolosa (4 angoli) con superficie glabra ma finemente nervata. Il pericarpo può essere di tipo parenchimatico, altrimenti è indurito (lignificato) radialmente.  Il carpoforo (o carpopodium - il ricettacolo alla base del gineceo) è assente. I pappi, formati da 3 - 7 serie di lunghe setole, piumose e connate basalmente in un anello, decidue o persistenti, sono direttamente inseriti nel pericarpo o connati in un anello parenchimatico posto sulla parte apicale dell'achenio.

## Biologia
- Impollinazione: l'impollinazione avviene tramite insetti (impollinazione entomogama tramite farfalle diurne e notturne).
- Riproduzione: la fecondazione avviene fondamentalmente tramite l'impollinazione dei fiori (vedi sopra).
- Dispersione: i semi (gli acheni) cadendo a terra sono successivamente dispersi soprattutto da insetti tipo formiche (disseminazione mirmecoria). In questo tipo di piante avviene anche un altro tipo di dispersione: zoocoria. Infatti gli uncini delle brattee dell'involucro si agganciano ai peli degli animali di passaggio disperdendo così anche su lunghe distanze i semi della pianta.

## Distribuzione e habitat
La distribuzione delle specie di questo genere è cosmopolita in zone con climi temperati (soprattutto Mediterraneo).

## Tassonomia
La famiglia di appartenenza di questa voce (Asteraceae o Compositae, nomen conservandum) probabilmente originaria del Sud America, è la più numerosa del mondo vegetale, comprende oltre 23.000 specie distribuite su 1.535 generi, oppure 22.750 specie e 1.530 generi secondo altre fonti (una delle checklist più aggiornata elenca fino a 1.679 generi). La famiglia attualmente (2021) è divisa in 16 sottofamiglie. Cardueae è una delle 4 tribù della sottofamiglia Carduoideae. La tribù Cardueae a sua volta è suddivisa in 12 sottotribù (la sottotribù Carduinae è una di queste).

### Filogenesi
Il genere di questa voce è inserito nel gruppo tassonomico della sottotribù Carduinae. In precedenza provvisoriamente era inserito nel gruppo tassonomico informale "Cynara Group" (con i generi Ptilostemon e Lamyropsis). La posizione filogenetica di questo genere nell'ambito della sottotribù, tra i generi Ptilostemon Cass. e Galactites Moench, è abbastanza centrale.
Il numero cromosomico di base delle specie di questo gruppo è: 2n = 34.

### Specie del genere
Il genere comprende le seguenti 10 specie:
- Cynara algarbiensis Coss. ex Nyman
- Cynara auranitica Post
- Cynara baetica Pau
- Cynara cardunculus L.
- Cynara cornigera Lindl.
- Cynara cyrenaica Maire & Weiller
- Cynara humilis Sibth. & Sm.
- Cynara makrisii Hand & Hadjik.
- Cynara syriaca Boiss.
- Cynara tournefortii Boiss. & Reut.

In riferimento all'entità Cynara scolymus, alcuni lavori recenti riducono Cynara scolymus ad una sottospecie: Cynara cardunculus subsp. scolymus (L.) Hegi.
In Italia è presente la specie Cynara cardunculus.

### Generi simili
Un genere molto simile è Carduus; ma Cynara si distingue soprattutto per il ricettacolo spugnoso e il pappo composto da peli piumosi.